# 天津社会科学院
天津社会科学院，中华人民共和国天津市综合性哲学社会科学研究机构，成立于1979年3月，天津市人民政府直属事业单位。

## 职称评审
天津社会科学院是天津市哲学社会科学研究系列的行业主管部门，组建有天津市哲学社会科学研究系列高级职称评审委员会，负责中级、副高级、正高级职称评审工作，职称评审办事机构设在天津社会科学院相关部门。

## 下属机构
天津社会科学院有14个研究所、4种学术期刊、1家出版社、6个职能部门、3个教育培训部门、7个智库型研究中心。全院共有在职员工210余人，其中各类科研、编辑及其他专业人员160余人，具有高级专业技术职称人员100余人，博士100余人。

## 荣誉
天津社会科学院曾获得“全国精神文明建设工作先进单位”称号，并多次获得天津市“精神文明单位”、“花园式单位”等称号。